# Артинськ (колишнє село)
Артинськ (рос. Артынск) — колишнє село у Юрівській волості Овруцького й Коростенського повітів Волинської губернії та Тепеницької й Артинської сільських рад Олевського району Коростенської, Волинської округ, Київської та Житомирської областей УРСР. У 1923—39 роках — адміністративний центр однойменної сільської ради.

## Населення
У 1906 році в поселенні нараховувалося 29 дворів та 128 мешканців, у 1923 році — 207 осіб, дворів — 36.

## Історія
В 1906 році — поселення Артинський Ліс (рос. Артинский-Лес) в складі Юрівської волості (4-го стану) Овруцького повіту Волинської губернії. Відстань до повітового центру, м. Овруч, становила 95 верст, до волосної управи в с. Юрово — 20 верст. Найближче поштово-телеграфне відділення розташовувалось в містечку Олевськ.
У 1923 році увійшло до складу новоствореної Тепеницької сільської ради, котра, від 7 березня 1923 року, увійшла до складу новоутвореного Олевського району Коростенської округи. Відстань до районного центру, міст. Олевськ, становила 9 верст, до центру сільської ради, с. Тепениця — 6 верст. 30 жовтня 1924 року стає адміністративним центром новоствореної Артинської польської національної сільської ради.
Станом на 15 грудня 1928 року в Артинській школі навчався 31 учень, працював 1 вчитель.
Було зселене у 1939 році; назву перенесено на село Поташня.